# Champ-d'Oiseau
Champ-d'Oiseau är en kommun i departementet Côte-d'Or i regionen Bourgogne-Franche-Comté i östra Frankrike. Kommunen ligger i kantonen Montbard som tillhör arrondissementet Montbard. År 2022 hade Champ-d'Oiseau 110 invånare.

## Befolkningsutveckling
Antalet invånare i kommunen Champ-d'Oiseau
Referens:INSEE